# Mezzo bastione della Catena Superiore
Il mezzo bastione della Catena Superiore è un baluardo situato lungo le mura magistrali di Verona, sulla destra d'Adige, ideato dall'architetto militare Franz von Scholl.

## Storia e descrizione
Il nodo su cui sorge il mezzo bastione della Catena Superiore è il risultato della stratificazione di successivi interventi fortificatori.
Il borgo di San Zeno e l'omonima abbazia erano difesi da una cinta muraria già nel X secolo (o forse addirittura dall'VIII secolo), che venne rafforzata nel XII secolo; a questo periodo dovrebbe risalire la costruzione di porta Fura, unica parte sopravvissuta di questa cinta muraria. La porta, il cui nome potrebbe derivare dal tedesco führen (condurre), era rivolta verso il fiume e consentiva l'accesso all'abitato.
La fase successiva si deve a Cangrande della Scala, che tra 1321 e 1325 fece realizzare al maestro Calzaro la cinta muraria di destra Adige, che si attestava proprio in questo punto, in prossimità di porta Fura, appoggiandosi alla cortina preesistente. Pochi metri all'esterno della porta, la cortina turrita scaligera si protende ad angolo per formare lo sperone sporgente lungo la riva fluviale, che sosteneva un capo della catena di sbarramento a monte della città. La torre della Catena fu quindi costruita nel mezzo del fiume e, probabilmente, una terza torre (scomparsa) sulla riva opposta, per sostenere gli altri capi della catena. Nello sperone fluviale scaligero venne aperta la porta della Catena, in prosecuzione di Porta Fura, divenuta interna al nuovo recinto.
Nel 1840 si raggiunse l'assetto definitivo: il nodo fortificatorio assumeva la funzione di mezzo bastione, terrapienato all'interno e dotato di postazioni di artiglieria e fucileria; tra le due porte, inoltre, venne inserita una piccola caponiera casamattata per la difesa dello spazio interno.

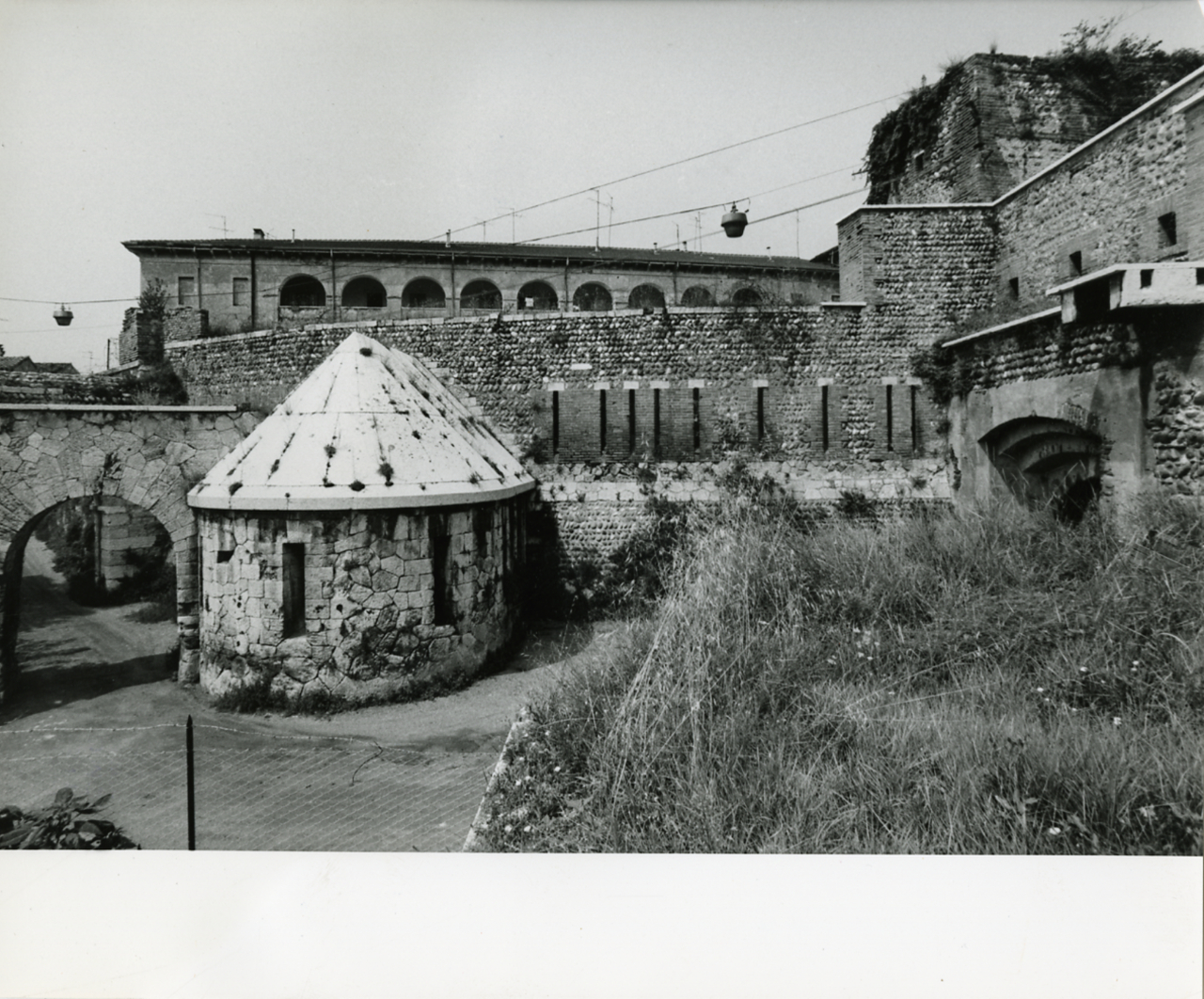
Il bastione in una foto di Paolo Monti
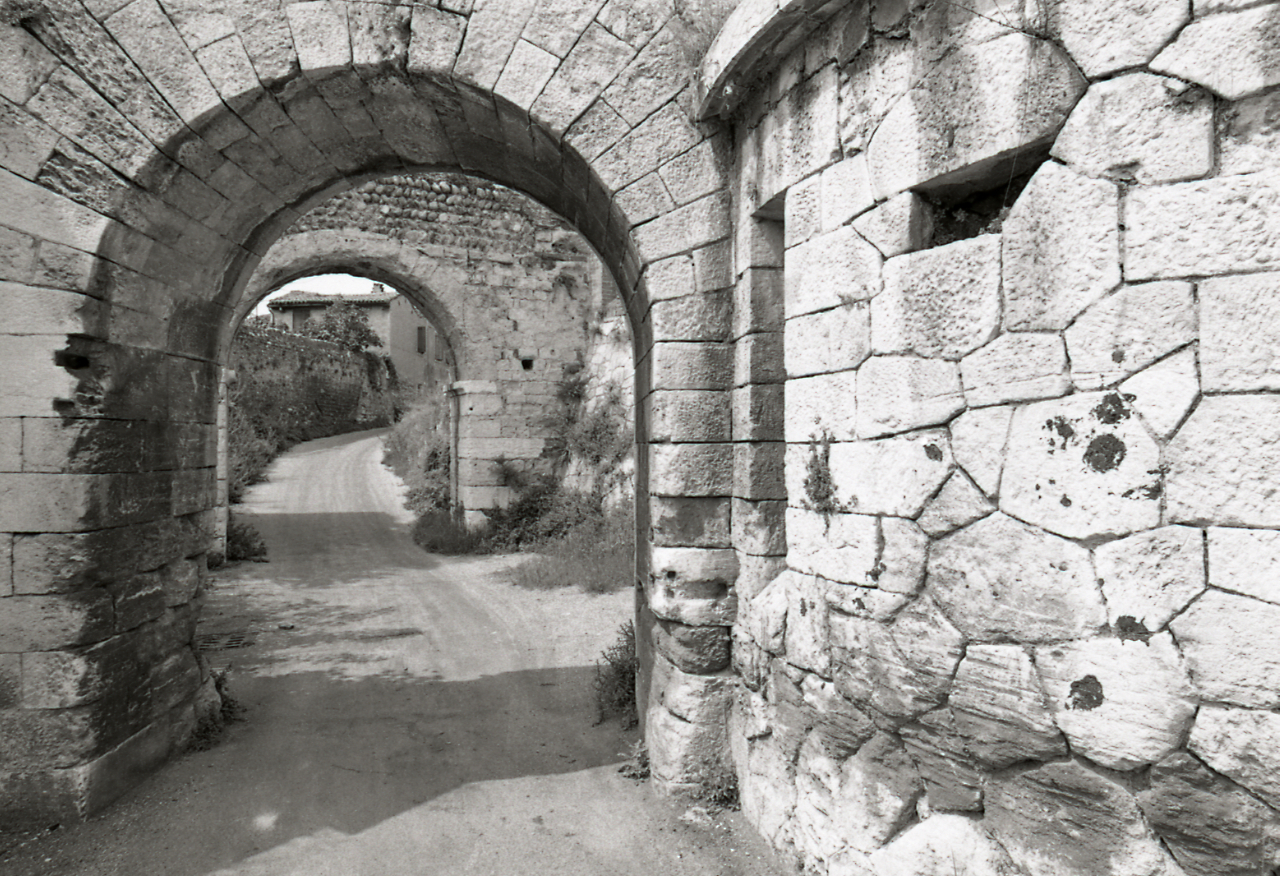
L'infilata di porte in una foto di Paolo Monti